# Fabrice Balanche
Fabrice Balanche, né le 3 novembre 1969 à Belfort, est un géographe français, arabisant spécialiste de la géographie politique du Proche-Orient, en particulier de la Syrie et du Liban.
Régulièrement cité dans les médias à propos du conflit syrien, son analyse est controversée, une partie de ses écrits étant contestés par d'autres chercheurs.
Il est aussi conseiller municipal LR à Caluire-et-Cuire.

## Biographie
Il passe son enfance et son adolescence à Lure, où son père exerce la profession de bijoutier. 
En 2000, il soutient sa thèse Les Alaouites, l'espace et le pouvoir dans la région côtière syrienne : une intégration nationale ambiguë, qui sera reprise et publiée en 2006 sous le titre La région alaouite et le pouvoir syrien.
Docteur en géographie politique de l'université de Tours (2000) et agrégé de géographie.
Le 29 novembre 2013, il obtient l'habilitation à diriger des recherches sur le thème : Le facteur communautaire dans l’analyse des espaces syriens et libanais.
Il a été maître de conférences en géographie, professeur adjoint de géographie et directeur de recherche à l'université Lyon 2[réf. nécessaire], où il a dirigé le Groupe de Recherche sur la Méditerranée et le Moyen-Orient (GREMMO) jusqu'à son départ fin 2015,,.
En 2012, il publie l'Atlas du Proche-Orient arabe, ouvrage consacré aux quatre États du Bilad el-Cham qui, selon Confluences Méditerranée, amène « dans un paysage éditorial déjà fourni [...] une réelle valeur ajoutée » notamment grâce à sa cartographie « originale et pédagogique ».
En 2014, la Géopolitique du Moyen-Orient paraît à la Documentation française,.
En 2015, Fabrice Balanche décide de se mettre en disponibilité de Lyon 2 et de s'expatrier aux États-Unis où il est chercheur invité au think tank Washington Institute for Near East Policy de 2015 à 2017, puis à la Hoover Institution, un think tank affilié à l'Université de Stanford. 
L'Atlas du Proche-Orient arabe est publié en anglais par Brill sous le titre Atlas of the Near East : State Formation and the Arab-Israeli Conflict, 1918-2010. En février 2018, Fabrice Balanche publie un ouvrage sur le conflit syrien en anglais : Sectarianism in Syria's Civil War, dans lequel il insiste sur les aspects communautaires de la guerre en Syrie.
En avril 2025, il est interrompu par des militants pro-palestiniens, affiliés au groupe radical Lyon2 Autonome, masqués et encapuchonnés lors d’un cours à l’Université Lyon 2, aux cris de « sioniste », « raciste », « islamophobe »,. Le parquet de Lyon ouvre une enquête pour « entrave à l'exercice de la fonction d'enseignant ». Il est placé sous « protection fonctionnelle »,,. Le 17 avril 2025, Isabelle von Bueltzingsloewen, présidente de l'Université de Lyon 2 renouvelle son soutien institutionnel à l'enseignant, face à ces faits qu'elle qualifie d'« intolérables ». Elle déplore des propos de l'enseignant qu'elle qualifie de « mensongers », des « paroles affligeantes, complotistes et délétères pour l’université », ce qui, selon Le Point, suscite l'indignation de collègues de Fabrice Balanche. En réaction, le président de la région sollicite une « mission d’inspection indépendante sur les dérives préoccupantes ayant lieu au sein de l’université Lyon 2 ». Cinquante universitaires appellent, dans Le Figaro, à la démission de la présidente, qui reçoit en revanche le soutien de France Universités et du sénateur écologiste Thomas Dossus,,. À la suite de cette polémique, Isabelle von Bueltzingsloewen reçoit des menaces de mort, une enquête est ouverte.

## Prises de positions
Il dépose un recours administratif pour avoir été écarté en décembre 2014 de la candidature à un poste de maître de conférences à l'Institut d'études politiques de Lyon,,.
Il fustige une « vision totalitaire de la recherche », un « islamisme rampant », un « néo-féminisme radical », un « islamo-gauchisme » dont il se dit victime, et qualifie l'écriture inclusive de « dogme » dans le milieu universitaire « soumis à une idéologie totalitaire », un « terrorisme intellectuel ».
En 2016, il accompagne des personnalités d'extrême droite et élus dont André Bercoff, Thierry Mariani et Julien Rochedy en Syrie, à l'invitation de l'organisation Al Karma, dirigée par Hala Chaoui, proche du régime de Damas et en coopération avec SOS Chrétiens d'Orient, et rencontre à cette occasion Bachar el-Assad.
Lors de la guerre civile syrienne, il est présenté comme « une voix discordante » et dit avoir été accusé par « la grande majorité des islamologues français » d'être pro-Assad, ce dont il se défend en s'affirmant « réaliste ».
Fabrice Balanche estime que la Syrie était surpeuplée en 2011 par rapport à son économie, ce qui serait selon lui une cause majeure de la révolution. À propos du déplacement et de l'exil des Syriens, il évoque la perspective d' « une Syrie « aérée » d'une dizaine de millions de personnes », comme d'« objectif atteignable » en quelques années et qui, selon lui, « ne dérange nullement Assad ». Il précise que les personnes ayant quitté le pays sont en particulier issues des classes populaires sunnites et explique que « le vide laissera des opportunités économiques ».
Selon la journaliste Claire A. Poinsignon, lors d'un entretien qu'il accorde à la chaîne France 24 en 2018, il expliquerait « l’épuration ethnique que pratique le régime syrien par la volonté de lutter contre l’explosion démographique des minorités ethniques et confessionnelles, considérée comme « dangereuse » pour le pouvoir et les communautés sur lesquelles il s’appuie »,.
Il est conseiller municipal LR à Caluire-et-Cuire. 

## Réception de ses travaux
Les chercheurs Adam Baczko, Gilles Dorronsoro et Arthur Quesnay récusent ses analyses concernant la participation de la population syrienne aux contestations pacifistes de 2011 reposant sur une lecture ethno-religieuse. En effet, selon Fabrice Balanche les quartiers qui se soulèvent seraient des « territoires exclusivement sunnites et plus précisément [...] arabes sunnites », ce qui n'est pas le cas, selon les chercheurs qui pointent le rôle décisif de la bourgeoisie d'Alep, Damas, Deraa et Homs dans les manifestations, la participation d'autres ethnies tels les Kurdes, d'autres religions tels les Druzes. Ils écrivent aussi que son analyse reposant sur des critères de pauvreté et de marginalité des populations soulevées est « pour le moins à nuancer » et fustigent son impasse sur le discours politique « évacuant ainsi la subjectivité des acteurs » et affirment que son « hypothèse économico-communautaire échoue à analyser ce qui se joue dans les protestations », « interdisant toute intelligibilité de la trajectoire du mouvement syrien ».
Sectarianism in Syria’s Civil War est qualifié de « mine d'informations », mais également d'étude discordante, contenant de nombreuses contradictions et des « hypothèses qui vont à l'encontre de certaines affirmations de son texte » et « sans nuance », selon Elizabeth Picard.
Rami Abou Diab rappelle la participation au soulèvement des Druzes, via deux symboles : le premier chant révolutionnaire de Samih Choukeir (ar), écrit en mars 2011, et l'implication de Muntaha al-Arrash, fille de sultan, « malgré la propagande du régime » qui a selon elle, « opté pour la manipulation confessionnelle », et ces symboles, selon Diab, relativisent les propos de « Fabrice Balanche qui a considéré que « la province de Sweida ne s'est pas du tout solidarisée avec les habitants sunnites de Deraa » » et écrit que les faits contredisent cette affirmation.
Le 26 juin 2024, il reçoit le Prix du livre de géopolitique des mains de l'ancien président de la commission des Affaires étrangères de l'Assemblée nationale, Jean-Louis Bourlanges, pour son ouvrage Les Leçons de la crise syrienne, préfacé par Gilles Kepel,,,,.

## Publications

### Ouvrages
- La région alaouite et le pouvoir syrien, éditeur Karthala, 2006, 313 p.  (ISBN 2845868189)
- Atlas du Proche-Orient arabe, Presses Universitaires Paris-Sorbonne RFI, 2012, 135 p.  (ISBN 978-284-050-7970)
- Géopolitique du Moyen-Orient, La Documentation française, Documentation photographique, Paris, 2014
- (en) Atlas of the Near East : State Formation and the Arab-Israeli Conflict, 1918-2010, Brill, Amsterdam, 2017
- (en) Sectarianism in Syria's Civil War, Washington Institute, 2018.
- Les leçons de la crise syrienne (préf. Gilles Kepel), Paris, Odile Jacob, 2024, 352 p. (ISBN 978-2-415-00777-5, BNF 47446716)

### Ouvrages collectifs
- Beyrouth entre mondialisation et crise syrienne colloque du 23 octobre 2013 à l’université Saint-Joseph de Beyrouth, Géosphères (Annales Géographie, Vol 33-34, 2012-2013, en collaboration avec Liliane Buccianti-Barakat.
- Un Printemps arabe ? : colloque, Brest, 25-27 janvier 2012 / les Géopolitiques de Brest ; sous la direction de Linda Gardelle ; avec les contributions de Fabrice Balanche, Bernard Botiveau, Assia Boutaleb et al. / Paris : L'Harmattan, 2013.

### Articles
- « Les dés sont jetés : les Kurdes traversent l’Euphrate », Les Cahiers de l'Orient, no 122 « Syrie : un espoir ? »,‎ printemps 2016 (DOI 10.3917/lcdlo.122.0039)
- The battle of Aleppo is the center of the syrian chessboard, 5 février 2016, Washington Institute for Near East Policy.
- The die is cast, the Kurds cross the Euphrates, 5 janvier 2016, Washington Institute for Near East Policy.
- The Alawi community and the Syrian crisis, Middle East Institute, 14 mai 2015.
- Syrie : guerre civile et internationalisation du conflit, Eurorient , n° 42, 2013.
- Géographie de la révolte syrienne, Outre Terre, n° 27, septembre 2011.
- Clientélisme, communautarisme et fragmentation territoriale en Syrie, A Contrario, mars 2009.
- Syrie, article sur l'Encyclopædia Universalis (rédaction collective)